# Bayou Bartholomew

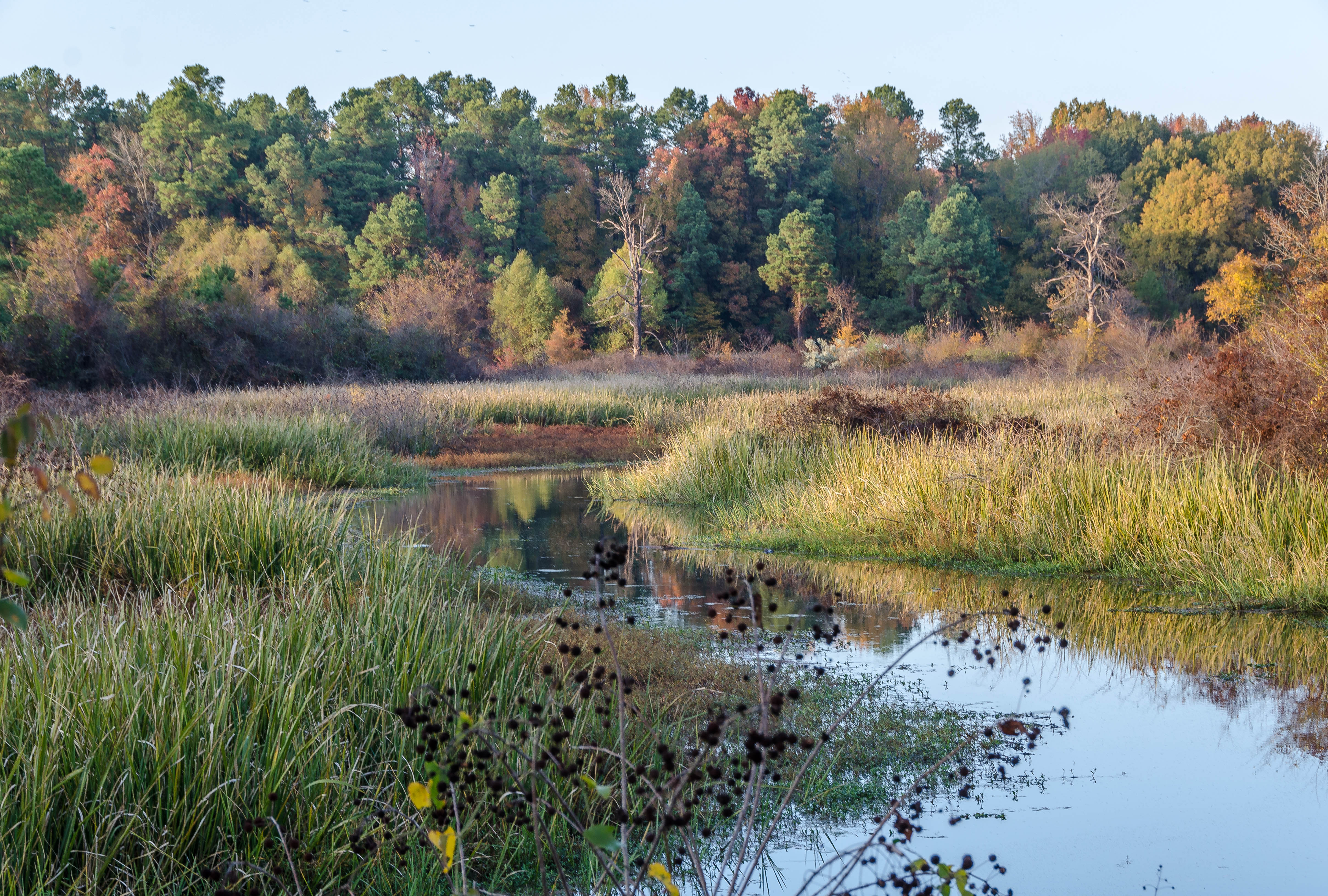
Bayou Bartholomew gần Pine Bluff, AR

Bayou Bartholomew là bayou dài nhất thế giới uốn lượn xấp xỉ khoảng 364 dặm (586 km) giữa hai tiểu bang Arkansas và Louisiana của Hoa Kỳ. Nó chứa hơn 100 loài thủy sinh và là dòng suối đa dạng sinh học đứng thứ hai ở Bắc Mỹ. Được biết đến là nơi câu cá tuyệt vời với các loài họ Cá Tráp, bộ Cá da trơn, và Pomoxis, các đoạn của bayou này được coi là một trong những bí mật được giữ kín nhất của những người đi câu ở Arkansas. Nó bắt đầu ở hướng tây bắc của thành phố Pine Bluff, Arkansas, trong cộng đồng Hardin, chảy qua nhiều phần của Jefferson, Lincoln, Desha, Drew, Chicot, Ashley ở Arkansas, và quận Morehouse, Louisiana và cuối cùng đổ vào sông Ouachita sau khi băng qua cực bắc của quận Ouachita, gần Sterlington, Louisiana. Bayou Bartholomew là đường biên chính chia tách châu thổ Arkansas khỏi Arkansas Timberlands.

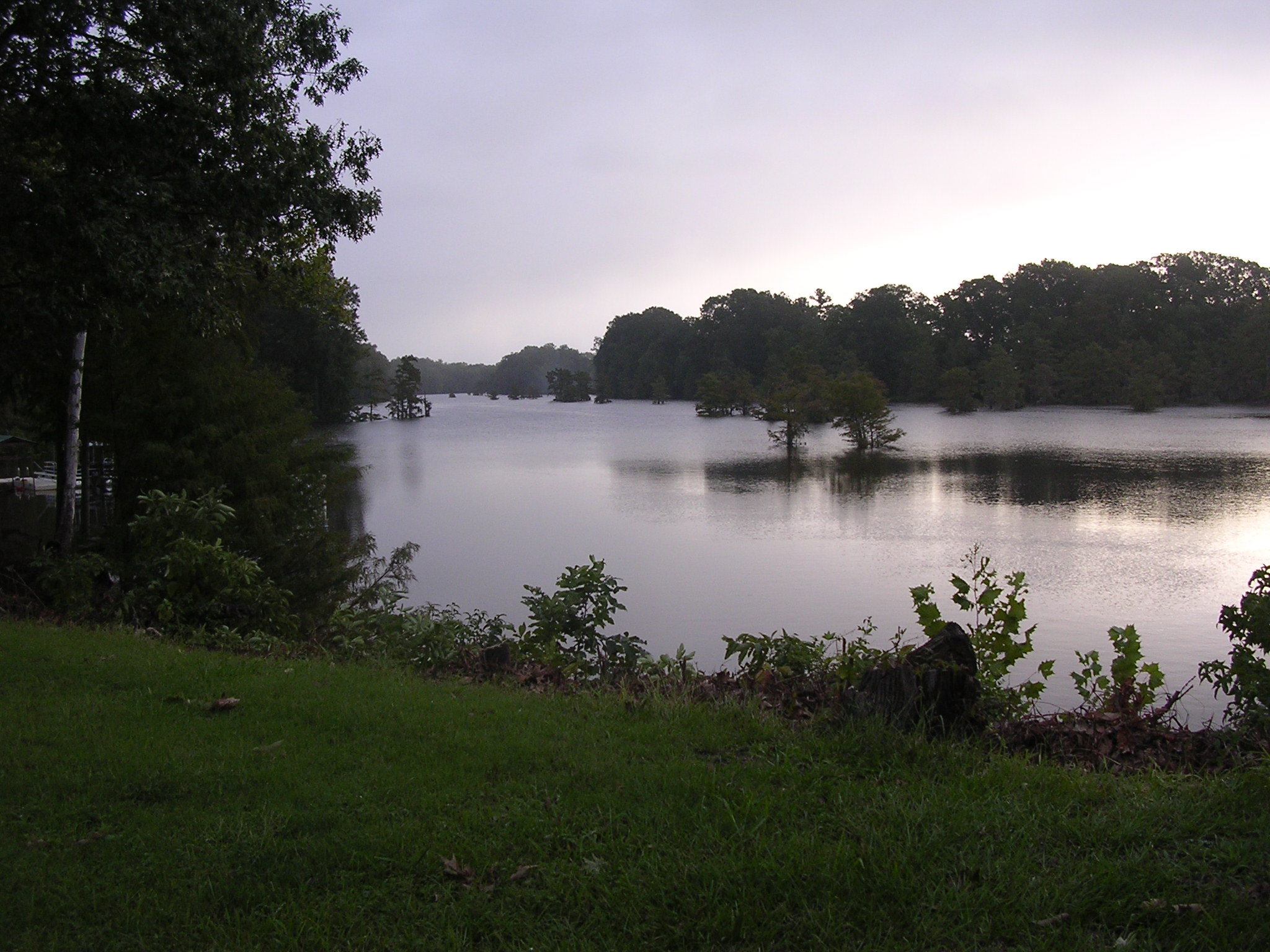
Bayou Bartholomew

Bayou Bartholomew hiện nay được hình thành bởi dòng nước của sông Arkansas trong một khoảng thời gian khi nó liên tục thay đổi các dòng chảy. Khoảng 1.800 đến 2.200 năm trước, con sông chuyển hướng khác từ khu vực hiện nay của bayou này, và bayou bắt đầu phát triển ở lòng sông cổ xưa kia. Cho đến khi xây dựng các tuyến đường sắt trong khu vực vào cuối thế kỷ 19, nó là luồng giao thông quan trọng nhất bên trong vùng đồng bằng Châu thổ. Nó cho phép phát triển một trong những ngành công nghiệp gỗ và nông nghiệp phong phú nhất ở khu vực Châu thổ.
Từng là dòng suối nguyên sơ nhưng hiện tại nó đã bị ô nhiễm do nghẹt bởi gỗ cây và tràn ngập trầm tích ở một số đoạn nhất định. Năm 1995, tiến sĩ Curtis Merrell của Monticello (quận Drew) tổ chức Bayou Bartholomew Alliance để "khôi phục và bảo vệ vẻ đẹp tự nhiên" của bayou. Với sự giúp đỡ từ Alliance, nhiều tổ chức chính phủ (như Ủy ban Cá và Trò chơi Arkansas, Ủy ban Bảo tồn Đất và Nước Arkansas, Cục Chất lượng Môi trường Arkansas, Cục Bảo tồn Tài nguyên Thiên nhiên USDA, Cơ quan Bảo vệ Môi sinh Hoa Kỳ, Cục Cá và Động vật hoang dã Hoa Kỳ), Ducks Unlimited và công chúng, bayou cuối cùng có thể đòi lại sự hùng vĩ của nó. Các dự án đang tiến hành bao gồm giám sát chất lượng nước, trồng cây làm vùng đệm, phục hồi các khu vực ven sông bị phá hủy bởi việc chặt phá, vớt rác, vớt gỗ gây nghẹt, ổn định bờ đất, xây dựng dốc thuyền, khuyến khích hình thức canh tác lâu dài không làm xáo trộn đất.

## Vị trí
Cửa vào
Hợp lưu với sông Ouachita ở quận Morehouse, Louisiana: 32°43′22″B 92°03′50″T / 32,72291°B 92,06402°T
Nơi bắt nguồn
Quận Jefferson, Arkansas: 34°17′01″B 92°10′11″T / 34,28355°B 92,1698°T

## Văn hóa
Ban nhạc rock The Weeks chơi một bài hát có tên "Bayou Bartholomew" trong album EP của họ là Rumspringa.
Ban nhạc Robert Hill, có bản nhạc guitar ban đầu có tựa đề "Bayou Bartholomew" phát hành vào năm 2015, "Have Slide Will Travel." Hill là một thổ dân Arkansas, và chiến thắng giải thưởng người viết nhạc/người chơi đàn guitar. http://roberthillband.com/